# Labialisatie
Een labialisatie is een tweede articulatie die in enkele talen voorkomt. Bij labialisatie wordt een klank gevormd door de lippen, terwijl de rest van de mond een ander geluid maakt. De term wordt meestal gebruikt om te refereren aan medeklinkers.
Labialisatie is de meest voorkomende tweede articulatie in de wereldklanken. De meest voorkomende labialisaties zijn de labiaal-velaire klanken.
In het Internationaal Fonetisch Alfabet wordt labialisatie van een velaar aangegeven met een verhoogde w ([ʷ]) boven het symbool van die velaar, zoals /kʷ/. 